# Degré (angle)
Pour les articles homonymes, voir Degré.

Un angle de 45 degrés.

Le degré d'angle (ou d'arc), ou simplement degré (symbole : °), est une unité d'angle, définie comme la trois-cent-soixantième partie d'un angle plein (1/360 tour). Un degré est équivalent à π/180 radians. Lorsque cet angle est en rapport avec un méridien de référence, il indique un emplacement le long d'un grand cercle d'une sphère, comme la Terre (voir Coordonnées géographiques), Mars ou la sphère céleste. Le rapport entre 365,25 (nombre de jours moyen de la rotation de la Terre autour du Soleil) et 360° (tour complet) permet d'établir l'approximation suivante : « La Terre tourne d'environ un degré autour du Soleil chaque jour ».

## Historique et généralités

L'année cyclique babylonienne correspondait à un cercle de 360° (360 jours) pouvant être divisé en six parties de 60° (ici un des 6 triangles équilatéraux).

Le degré, divisé en minutes et secondes qui sont des soixantièmes, vient des Sumériens puis des Babyloniens, qui comptaient en base 60 (sexagésimale) à l'instar des Chinois qui, il y a plus de 4 700 ans selon le calendrier chinois, utilisaient déjà 60 en fonction de leur astronomie et astrologie. Pour les Chinois, 60 correspond à un cycle temporel fondamental. Les mathématiciens persans ont poursuivi et mesuré les angles célestes et terrestres de la même manière. La mesure du temps de cette façon, directement issue des angles astronomiques, en a découlé.
Plusieurs explications ont été données sur l'origine du découpage en 360°.
Comme l'année durant laquelle la Terre fait le tour du Soleil dure 365 jours, chaque nuit les étoiles tournent d'une fraction de tour (1/365 environ) par rapport à l'axe. La mesure de temps n'étant pas nécessairement précise à ses débuts, le calendrier babylonien était basé sur une année de 360 jours répartis en 12 mois de 30 jours, comme le montre la tablette Mul Apin. Il est possible que le degré ait été défini comme la fraction d'angle de décalage entre le ciel d'une nuit et celui de la nuit suivante, à une même heure (cf. Cosmologie), les étoiles bougeant ainsi d'environ 30° entre deux lunes successives. Cette définition devait néanmoins être approximative à 1 ou 2 % près.
L'explication généralement répandue est que l’utilité originelle des 360° du système sexagésimal est de faciliter le calcul des fractions (et des multiplications). En effet, 360 étant le multiple de 1, 2, 3 et 5, il se divise par ces nombres ainsi que par leur multiples 4, 6, 8, 9, 10, 12, 15, etc., ce qui simplifie la plupart des calculs et des conversions.
| n            | 2   | 3   | 4  | 5  | 6  | 15/2 | 8   | 9     | 10 | 45/4  | 12 | 15 | 18    |
| 360° / n     | 180 | 120 | 90 | 72 | 60 | 48   | 45  | 40    | 36 | 32    | 30 | 24 | 20    |
| 60' ou " / n | 30  | 20  | 15 | 12 | 10 | 8    | 7.5 | 6.666 | 6  | 5.333 | 5  | 4  | 3.333 |

| n      | 2/9 | 1/4 | 4/15 | 3/10 | 1/3 | 3/8 | 2/5 | 5/12 | 4/9 | 7/15 | 8/15 | 5/9 | 7/12 | 3/5 | 5/8 | 2/3 | 7/10 | 11/15 | 3/4 | 7/9 | 4/5 | 5/6 | 7/8 | 8/9 |
| n.360° | 80  | 90  | 96   | 108  | 120 | 135 | 144 | 150  | 160 | 168  | 192  | 200 | 210  | 216 | 225 | 240 | 252  | 264   | 270 | 280 | 288 | 300 | 315 | 320 |

Finalement, du fait que 360° égale 0°, on se retrouve à calculer en modulo 360 lorsque l’on parle en degrés. On peut souvent opérer les calculs dans les modulos inférieurs que sont les multiplicateurs de 360. Au plus simple, sept demi-tours valent un demi-tour. En langage mathématique : 7 ≡ 1 (mod 2), sept est congru à un, modulo deux ; et 7 × 180° = 1260° ≡ 180° (mod 360°). En pratique, on se contente de dire « sept fois cent quatre-vingts degrés est égal à cent quatre-vingts degrés ». De même 120° + 270° = 390° ≡ 30° (mod 360°).
Mais la réalité sur l'origine des 360 degrés est vraisemblablement différente. La figure géométrique la plus simple qui soit n'est pas le cercle, mais le triangle équilatéral, avec ses trois côtés et ses trois angles égaux. Il semble que les Sumériens, pour définir le degré d'angle, aient pris l'angle du triangle équilatéral comme référence et qu'ils l'ont, en application de leur base sexagésimale, divisé en 60 degrés, puis le degré en 60 minutes d'angle, puis la minute en 60 secondes d'angle.
La somme des angles d'un triangle étant égale à un angle plat (ou à deux angles droits), il s'en déduit que l'angle plat, qui est donc égal à 3 angles de triangle équilatéral, vaut 60×3=180 degrés, que l'angle droit qui en est la moitié vaut 90 degrés, et que le tour complet, qui vaut deux angles plats, mesure donc 360 degrés. Le degré serait plutôt la 60e partie d'un angle de triangle équilatéral (angle de référence) et ce ne serait qu'en conséquence de cette définition qu'un tour complet mesurerait 360 degrés.
Par ailleurs, le fait que 360 soit un nombre divisible par beaucoup de nombres entiers ne doit rien au hasard. Il le doit à l'origine même du système sexagésimal utilisé par les Sumériens, puis par les Babyloniens, reposant sur une méthode de calcul sur les phalanges (qui serait encore en usage au Viêt Nam). Ces peuples comptaient, sur une main, leurs phalanges avec le pouce ; le pouce défile sur les trois phalanges des quatre autres doigts, soit douze phalanges : on compte ainsi de 1 à 12, d'où la base 12 initiale, nombre qui apparaît dans d'autres circonstances : les 12 apôtres, les 12 représentants des 12 tribus d'Israël, les 12 heures du jour et les 12 heures de la nuit, etc. Ensuite, on utilise les doigts de l'autre main pour les retenues. Le pouce, en opposition à l'un des quatre autres doigts, permet de compter de 1 à 4 douzaines. Avec les deux mains, on compte ainsi jusqu'à 5 × 12 = 60.

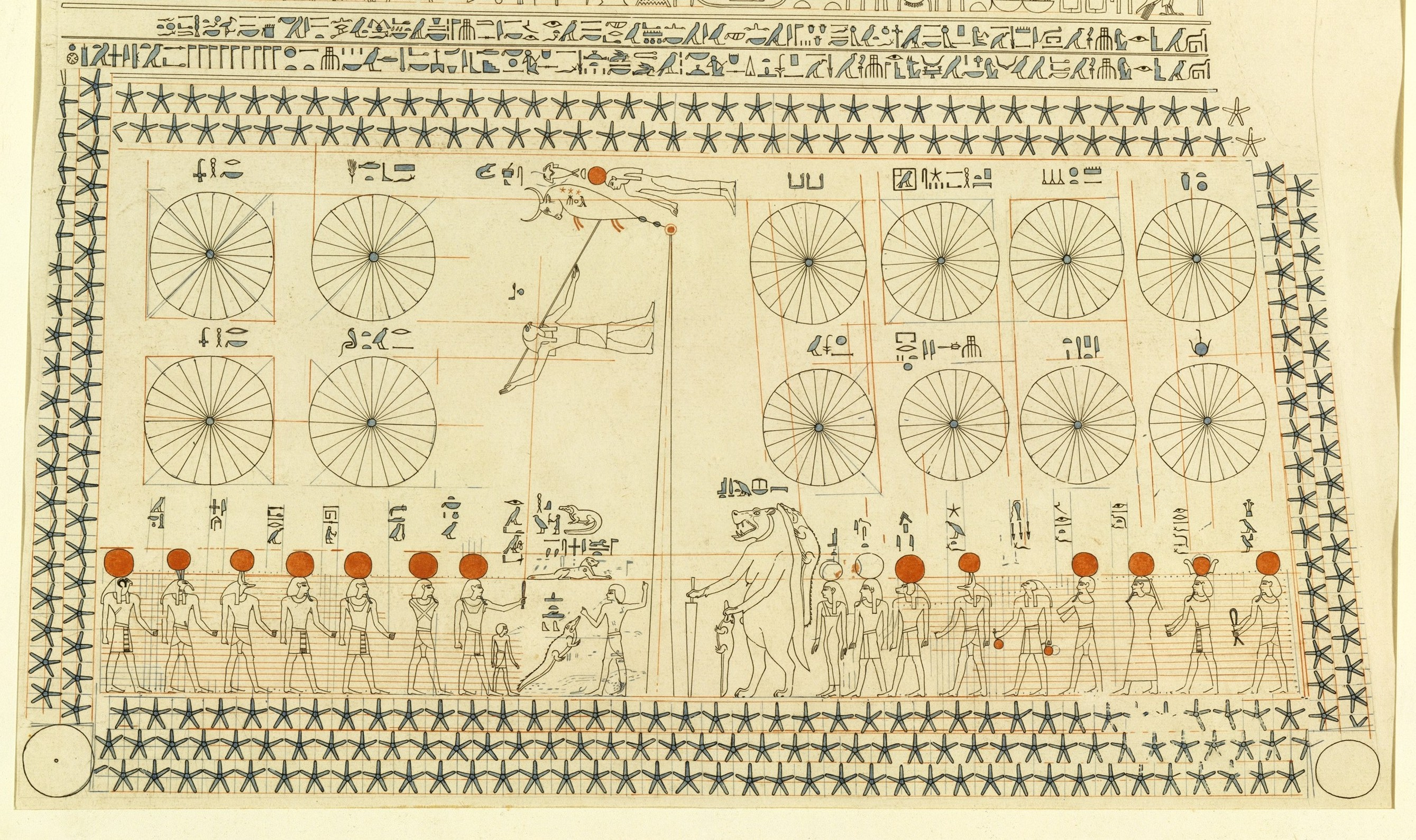
Registre inférieur.

Le nombre 360 est donc le résultat de la multiplication de 3 phalanges × 4 doigts d'une main × 5 douzaines × 6 angles de référence pour un tour complet de cercle. Le fait qu'il y ait 360 degrés dans un cercle apparaît ainsi à la fois en raison du nombre important des diviseurs de 360 et comme résultat d'un calcul cohérent. Le triangle peut aussi évoquer l'astronomie dans l'Égypte antique par l'entremise de son zodiaque de Dendérah ou des multiples tombes au plafond astronomique, notamment celui de la tombe TT353 de Sénènmout qui savait qu'une journée compte 24 heures.

## Mesure d'angle plan
Le degré d’arc (symbole « ° ») est une unité pratique d’angle plan. Un degré vaut π/180 radians, 10/9 grades ou 160/9 mils, soit 1/360 d’un tour complet.
Le degré d’arc permet de mesurer avec des entiers à la fois les angles d'une étoile à cinq branches (36°) et ceux d'une étoile à six branches (60°) — deux figures multimillénaires — ainsi que les angles qu'ils forment avec leurs intersections, et les angles formés par ajouts ou suppressions d'angles.
Même s'il ne s'agit pas d'une unité du Système international (SI), son usage est accepté avec lui. Les préfixes du SI sont rarement appliqués aux symboles du degré d’arc et de ses subdivisions (uniquement à la seconde d’arc, en fait) ; ces symboles sont également les seuls à ne pas être séparés du nombre les précédant par une espace : on écrit « 12° 30′ » et non « 12 ° 30 ′ ».

Convertisseur de degrés et radians.

## Mesure d'angle solide
En astronomie de position, le degré carré est utilisé pour mesurer un angle solide sur la sphère céleste. Un degré carré vaut {\displaystyle \left({\frac {\pi }{180}}\right)^{2}=3,046\,174\times 10^{-4}} stéradian.

## Sous-unités
Un degré est subdivisé en 60 minutes d’arc (symbole « ′ »), elles-mêmes divisées en 60 secondes d’arc (symbole « ″ »).
- 1′ = 0,016 6…°
- 1″ = 0,000 277…°
- 1‴ = 0,000 004629…°
- 1⁗ = 0,000 000 07716049382…°

On utilise aussi fréquemment la notation décimale : on note aussi bien « 12,5° » que « 12° 30′ », ou encore, « 48,59039° » que « 48° 35′ 25,4″ ». La préférence dépend ici de l'outil de calcul ou de mesure.

## Précautions de lecture
Les fonctions trigonométriques sont indépendantes de l’unité angulaire choisie. Mais en analyse, les fonctions sont définies par les valeurs prises par les fonctions pour des variables exprimées en radians.[Information douteuse]
Pour un angle de mesure d°, exprimée en degrés, on a donc sin(d°) = sin(d × π/180), et de même pour les autres fonctions trigonométriques.
En astronomie ou en optique, on utilise l’approximation {\displaystyle \sin(\theta )\approx \tan(\theta )\approx \theta } pour les faibles angles (inférieurs à 5°). Le sinus et la tangente d’un angle faible sont donc quasi égaux à sa valeur en radians[Information douteuse].

## Similitudes
- La minute vaut 1/60 degré, la seconde 1/60 minute d’arc ; il n’y a aucun lien dans la définition avec les minutes et secondes horaires du cadran des montres, si ce n'est l'utilisation du système sexagésimal.
- Les autres unités homonymes « minute », « seconde » d’ascension droite ou d’astronomie sont des mesures horaires utilisées surtout pour la mesure de la longitude céleste. En règle générale, quand aucune précision n’est donnée, on parle de minutes et de seconde d’arc et non pas d’ascension droite. Même en astronomie, on utilise également les unités dérivées du degré : le parsec, par exemple, est défini par rapport à la seconde d’arc.
- De même, toute unité d’angle ou de direction angulaire qu’on appellerait « heure » n’a aucun lien dans sa définition avec les minutes et secondes d’arc (il y a plusieurs unités dont le nom comprend « heure » : voir les pages respectives pour les rapports de conversion, par exemple Unités de l'ascension droite).
- Les fonctions trigonométriques peuvent être calculées à partir de la valeur de l’angle dans toute unité.